# The Bling Ring
The Bling Ring es una película dramática y policial basada en hechos reales. Fue dirigida y escrita por Sofia Coppola y está protagonizada por Katie Chang, Emma Watson, Taissa Farmiga, Israel Broussard, Claire Julien y Leslie Mann. El rodaje comenzó en marzo de 2012 en la ciudad de Los Ángeles. Los derechos de distribución de la película fueron adquiridos por A24 en enero de 2013. Se estrenó en mayo en el Festival de Cannes 2013 y a nivel nacional en Estados Unidos el 21 de junio.

## Sinopsis
El despreocupado adolescente Marc Hall (Israel Broussard) llega como un nuevo estudiante al colegio Indian Hills ubicado en Agoura Hills, California, y allí se hace amigo de Rebecca Ahn (Katie Chang), una chica obsesionada por la fama. Durante una fiesta en la casa de Rebecca, los dos amigos registran vehículos desbloqueados en la calle, tomando objetos de valor como efectivo y tarjetas de crédito.
Cuando Marc menciona que uno de sus conocidos ricos está fuera de la ciudad, Rebecca lo persuade para que se una a ella y entren a su casa. Rebecca roba un bolso, diciendo que su ídolo, Lindsay Lohan, tiene el mismo. También roba dinero y las llaves de un Porsche, que la pareja de amigos usa para huir de la escena. Con el dinero en efectivo, se van de compras y se permiten el estilo de vida de lujo que admiran en las revistas.
Marc visita un club nocturno con Rebecca y sus amigas Nicki Moore (Emma Watson), la hermana adoptiva de Nicki, Sam (Taissa Farmiga) y Chloe Tainer (Claire Julien), donde se codean con famosos como Kirsten Dunst y Paris Hilton. Investigando a Hilton en Internet, Marc y Rebecca se dan cuenta de que estará fuera de la ciudad. La pareja va a su casa y, al encontrar la llave debajo de la alfombra, registran las pertenencias de Hilton y se llevan joyas. Rebecca hace alarde de un brazalete robado de la casa de Hilton a Nicki, Sam y Chloe en una fiesta.
A petición de Nicki, Rebecca y Marc la llevan a ella, Sam y Chloe a la casa de Hilton. El grupo se maravilla ante el estilo de vida excesivo de Hilton y roba zapatos, bolsos, vestidos, dinero en efectivo y joyas. Marc y Rebecca vuelven a robar la casa de Hilton en una tercera ocasión. El dúo también decide robar la casa de Audrina Patridge, una vez más usando Internet para determinar cuándo no estará en casa. Todo el grupo usa el mismo método para robar la casa de Megan Fox, haciendo que la hermana menor de Nicki, Emily (Georgia Rock), se abra paso a través de una puerta para mascotas, abra la puerta principal desde dentro y que el grupo pueda acceder a la casa.
El grupo entra en la casa de Orlando Bloom y su novia, Miranda Kerr. Las chicas proceden a robar ropa y objetos similares, mientras que Marc encuentra una caja con siete de los relojes Rolex de Bloom junto con un rollo de dinero en efectivo. Chloe luego ayuda a Marc a venderle los relojes a su amigo, un gerente de un club nocturno llamado Ricky (Gavin Rossdale). El grupo vuelve una vez más a la casa de Hilton, con el novio de Sam, Rob (Carlos Miranda), quien también roba en la casa.
Un boletín de noticias muestra vídeos de las cámaras de seguridad del robo en la casa de Patridge. Esto estremece a Marc, pero Rebecca no se inmuta y promueve un robo en la casa de Rachel Bilson. El rumor se extiende entre los círculos sociales del grupo, y las chicas se jactan en las fiestas de sus hazañas y también publican fotografías de los artículos robados en los sitios de redes sociales. El grupo finalmente irrumpe en la casa de Lindsay Lohan y la desvalija. Poco después, Rebecca se muda a Las Vegas con su padre debido a problemas en el hogar, dejando algunos de sus artículos robados a Marc, quien inadvertidamente ayuda a Rebecca a deshacerse de las pruebas de los robos, al quedarse él con los objetos robados.
Las noticias sobre los robos en Hollywood Hills se intensifican, y los medios rotulan al grupo como los "Ladrones de la fama" (The Bling Ring). Los videos de cámaras de seguridad de varios robos, además de la evidencia en las redes sociales, permite a las autoridades identificar al grupo. La policía detiene a Marc, Nicki, Chloe, Rebecca, Rob y Ricky, mientras que Sam, al no aparecer en los videos, evita el arresto. Marc coopera con la policía, informándoles sobre los detalles de los robos, para gran disgusto de Rebecca, quien ha sido identificada como cabecilla del grupo. Una periodista de la revista Vanity Fair entrevista a Marc, que está arrepentido, y a Nicki, quien insiste con vehemencia que los otros fueron culpables, y que ella simplemente estaba con las personas equivocadas. Rebecca también niega haber tenido la culpa y trata de responsabilizar de todo a Marc y a sus amigas. El grupo finalmente es condenado a distintas penas de cárcel y se le ordena pagar colectivamente millones de dólares en restitución por los artículos robados.
El grupo cumple su condena en la cárcel, y Marc y Rebecca nunca vuelven a verse o hablarse, y ambos se culpan mutuamente por los robos.
En la escena final, unos meses después, Nicki está en un programa de entrevistas hablando de su estancia en prisión, y revela que su celda estaba, irónicamente, al lado de la de Lindsay Lohan. Después de desviar su mirada hacia la cámara, recurre a la audiencia (y a los espectadores) a medida que encuentra una manera de mejorar su notoriedad recién descubierta, diciéndoles que visiten su, ahora popular, sitio web que detalla su vida después de "The Bling Ring".

## Elenco
- Katie Chang como Rebecca.
- Israel Broussard como Marc.
- Emma Watson como Nicki Moore.[7]
- Taissa Farmiga como Sam Moore.
- Claire Julien como Chloe.
- Georgia Rock como Emily.
- Carlos Miranda como Rob.[8]
- Leslie Mann como Laurie, la madre de Nicki y Sam.
- Erin Daniels como Shannon.
- Gavin Rossdale como Ricky.[9]
- Stacy Edwards como Debbie.
- Annie Fitzgerald como Kate.
- Rachelle Carson como la madre de Chloe.
- Brett Goodkin como oficial de policía.[10]
- Nina Siemaszko como detective de Las Vegas.
- Halston Sage como Amanda.
- Paris Hilton como ella misma.[2]
- Kirsten Dunst como ella misma.[11]
- Lindsay Lohan (imágenes de archivo).

## Producción

### Inspiración

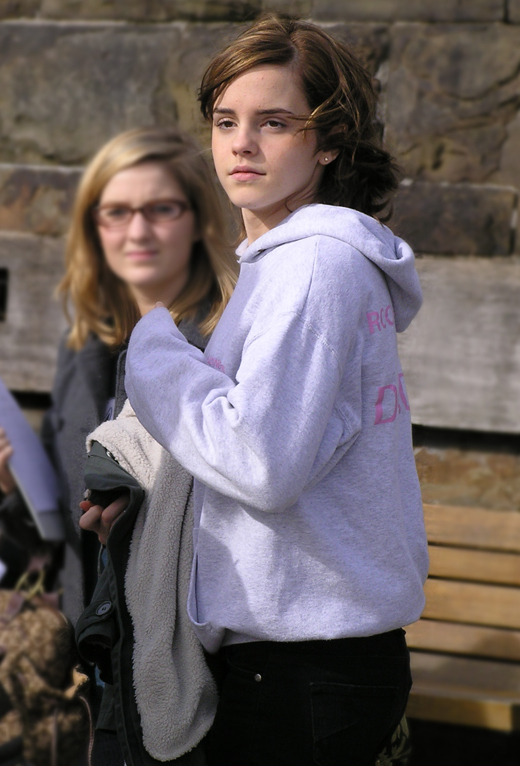
Emma Watson

Coppola escribió el guion y dirigió The Bling Ring basándose en un artículo de Vanity Fair redactado por Nancy Jo Sales y titulado «The Suspects Wore Louboutins» («los sospechosos usaban Louboutines»); el artículo perfilaba al "Bling Ring", un grupo de jóvenes obsesionados con la fama que entre octubre de 2008 y agosto de 2009 robaron aproximadamente $3 millones en bienes de los hogares de diversas celebridades residenciadas en Los Ángeles. Según Coppola, The Bling Ring sigue a su anterior película Somewhere en «la idea de querer alcanzar fama y lo que sucede cuando la consigues». Coppola desarrolló la historia desde el punto de vista de los ladrones y de una manera libre de prejuicios.

### Casting
Coppola quería seleccionar a jóvenes relativamente nuevos a la actuación para interpretar a la banda. Comentando que «quería a algunos chicos que no habían actuado [profesionalmente] antes. Quería que tuvieran la misma edad. La mayoría de los actores tenían 16 cuando filmamos. Emma Watson es un poco mayor, pero ella tiene una cara de bebé[...] pero los nuevos no están completamente formados o pulidos y es emocionante verlos». Este es el caso de Katie Chang e Israel Broussard. Chang interpreta a Rebecca, la manipuladora líder del grupo y Broussard a Marc, el único hombre de la banda y mejor amigo de Rebecca.
Emma Watson fue confirmada para el proyecto a finales de febrero de 2012. Watson se emocionó con la idea de trabajar con Coppola e interpretar un personaje con una personalidad opuesta a la suya. Pero ella sabía que tenía que «hacer campaña» para obtener el papel por ser «la opción menos obvia», debido a que «nadie podía imaginarla interpretando a una chica de las calles de Los Ángeles, instructora de yoga y bailarina de pole dance». Coppola luego admitió que no había considerado seleccionar a Watson al principio, declarando que «nunca hubiera pensado en Emma Watson, pero ella tuvo una interesante visión». Su personaje, Nicki, está basado una de las chicas del caso original: Alexis Neiers. Neiers estaba obsesionada con las celebridades y sus caras pertenencias. Watson comentó que se inspiró para su papel escuchando el álbum Femme Fatale de Britney Spears y viendo The Hills y Keeping Up with the Kardashians para «entender su psicología».
Taissa Farmiga, quien se dio a conocer con American Horror Story, fue confirmada en marzo de 2012. Farmiga interpreta a Sam, la hermana adoptiva de Nicki.
Leslie Mann interpreta a Laurie, la madre de Nicki y Sam.  Paris Hilton, quien fue víctima de los robos del Bling Ring durante 2008 y 2009, tuvo un cameo en la película.

### Rodaje
El rodaje se llevó a cabo entre marzo y abril de 2012 en los alrededores de Los Ángeles, especialmente en West Hollywood, Lynwood y Venice. Algunas escenas se rodaron en la mansión de Hilton.

## Lanzamiento
La distribuidora A24 adquirió los derechos de la película el 16 de enero de 2013. El primer avance fue publicado en marzo de ese año. La película abrió la categoría «Un Certain Regard» del Festival de Cannes 2013.
Fue estrenada el 14 de junio de 2013 en Nueva York y Los Ángeles y el 21 de junio en el resto de Estados Unidos.
En tan solo cinco salas de cines, la película recaudó 210 mil dólares en su primer fin de semana.

### Recepción de la crítica
The Bling Ring ha recibido en general críticas mixtas de parte de los analistas profesionales. Rotten Tomatoes le da a la película una aprobación de 59%, basada en los comentarios de 134 críticos, con una puntuación media de 6.3/10. El comentario general del sitio reseña: «Si bien está hermosamente filmada, The Ring Bling sufre debido al fracasado intento de profundizar más allá de los crímenes de sus superficiales protagonistas». En general, los personajes fueron criticados negativamente por ser representados de manera superficial y sin trasfondo, siendo llamados «unidimensionales» e «insípidos». El no profundizar el «porqué» de la situación y la falta de un contexto moral, si bien probablemente representado correctamente el caso original, dejó a gran parte de los críticos insatisfechos, quienes llamaron a la película «vacía» y «banal».
Escribiendo para The Wrap, Alonso Duralde reseña: «Ella [Coppola] no explica, ni excusa, ni alaba, ni excoria a estos niños, lo que estaría bien, pero en realidad tampoco los examina». Joe Neumaier de New York Daily News la llamó «narrativamente estática y moralmente banal».
La página española SOS Moviers dio una calificación de siete estrellas (sobre diez). Criticó las fracturaciones del tiempo diciendo que "son meros accesorios, ya que no están definidos con grosor y espacio, fallan en dar la totalidad rica que pretende y cada salto en el tiempo (cuando pasan del hecho pasado a los protagonistas sentados o en off hablando) parecen interrupciones o momentos tipo “bueno, ahora pasamos al presente”". Destacó que "Hay algunas cosas interesantes para remarcar: por ejemplo cuando necesitan saber si la víctima no va a estar en su casa, no hace falta una investigación profunda, sino que se fijan en las noticias de internet; o cuando acaban de cometer sus actos, publican las huellas en Facebook (lo que indica que hasta la vida privada está siempre circulando en el registro público). O cuando entran en la mansión de Paris Hilton y descubren un montón de almohadones y cuadros con su rostro (el “estilo”, según América) como si se tratase de un culto al narcisismo. Más: el absoluto mundo frívolo femenino corrompido". Pero sin embargo se mostró negativo con la dirección y guion de Coppola, concluyendo "The Bling Ring de Coppola funciona si lo analizamos únicamente como una impresión de firma de la directora: aunque es torpe, resulta promisoria para su corta trayectoria. Bajo otro punto de vista no trabaja al completo, ya que los actores no poseen un aporte vigoroso y la directora se sumerge en su gélida o templada visión. Debería haber sido una fiesta trash y perversa (como las de la cantante Ke$ha), en vez de esto tenemos un excelente telón colorido pero con coros frágiles y un lavado frío de lo que debería ser caliente"
Generalmente The Bling Ring ha sido alabada visual y cinematográficamente. Emma Watson y Leslie Mann han sido especialmente elogiadas por sus interpretaciones.

## Música
El soundtrack de la película fue supervisado por Brian Reitzell, frecuente colaborador de Coppola. Reitzell trabajó estrechamente con Coppola para encontrar canciones contemporáneas que encajaran con el escenario de la película. Contiene una mezcla de géneros tales como hip-hop/rap, krautrock y electrónica.
Además de contribuir con dos canciones, el rapero Kanye West ayudó a Reitzell en la selección de las canciones y recomendó «Super Rich Kids» de Frank Ocean. La banda del esposo de Coppola, Phoenix, contribuyó con la canción «Bankrupt!».
La música de fondo de la película fue escrita por Reitzell en colaboración con Daniel Lopatin, mejor conocido bajo el nombre Oneohtrix Point Never. 
Con el título The Ring Bling: Original Motion Picture Soundtrack, la banda sonora fue lanzada el 11 de junio de 2013, bajo la discográfica Def Jam Recordings.
Los críticos han destacado que la banda sonora simboliza bien la atmósfera de la película.

| The Ring Bling: Original Motion Picture Soundtrack |                        |                                       |          |  |
| N.º                                                | Título                 | Intérprete(s)                         | Duración |  |
| 1.                                                 | «Crown on the Ground»  | Sleigh Bells                          | 3:49     |  |
| 2.                                                 | «9 Piece»              | Rick Ross (con Lil Wayne)             | 5:17     |  |
| 3.                                                 | «Sunshine»             | Rye Rye (con M.I.A.)                  | 3:22     |  |
| 4.                                                 | «212»                  | Azealia Banks (con Basto)             | 3:26     |  |
| 5.                                                 | «Ouroboros»            | Oneohtrix Point Never                 | 2:02     |  |
| 6.                                                 | «Money Machine»        | 2 Chainz                              | 4:42     |  |
| 7.                                                 | «Bad Girls»            | M.I.A.                                | 3:48     |  |
| 8.                                                 | «All of the Lights»    | Kanye West                            | 4:59     |  |
| 9.                                                 | «Drop It Low»          | Ester Dean (feat. Chris Brown)        | 3:14     |  |
| 10.                                                | «Gucci Bag»            | Reema Major                           | 3:54     |  |
| 11.                                                | «Halleluwah»           | Can                                   | 5:36     |  |
| 12.                                                | «Power»                | Kanye West                            | 4:52     |  |
| 13.                                                | «Freeze»               | Klaus Schulze                         | 6:39     |  |
| 14.                                                | «FML»                  | Deadmau5                              | 6:35     |  |
| 15.                                                | «The Bling Ring Suite» | Brian Reitzell, Oneohtrix Point Never | 6:52     |  |
| 16.                                                | «Bankrupt!»            | Phoenix                               | 6:56     |  |
| 17.                                                | «Super Rich Kids»      | Frank Ocean (con Earl Sweatshirt)     | 5:04     |  |

## Controversia
En junio de 2012, se informó que el oficial de policía Brett Goodkin, uno de los principales colaboradores y supervisor del caso original, estaba siendo investigado por el Departamento de Policía de Los Ángeles (LAPD) por su trabajo como asesor técnico en The Bling Ring mientras que el caso estaba todavía en curso. Además, Goodkin tuvo un cameo en la película interpretando a un oficial de policía.
Goodkin había informado de su participación en el proyecto en enero de 2012. Sin embargo, varios registros indican que él estuvo recibiendo dinero de la producción desde 2011. Dichos registros mostraron que la compañía productora y Sofía Coppola le habían pagado un total de 12.500 dólares por su participación en la película, desde agosto de 2011 y hasta marzo de 2012. El abogado de Goodkin aseguró no haber estado al tanto de la discrepancia entre los registros de pago y lo que Goodkin contó a los fiscales. En julio de 2012, los abogados de tres acusados del caso Bling Ring original pidieron la desestimación del mismo por lo que uno de ellos llamó «una conducta indignante de la policía», juzgando la credibilidad de Goodkin, quien es uno de los testigos principales del caso; sin embargo, la petición fue rechazada por un juez.